# Боос, Роман Антон
Роман Антон Боос (нем. Roman Anton Boos; 28 февраля 1733 (?), Бишофсванг, близ Росхауптена — 19 декабря 1810, Мюнхен) — немецкий скульптор-декоратор эпохи барокко.

## Биография
Роман Антон Боос родился в семье фермеров в маленьком городке Бишофсванг, близ Росхауптена в Баварии. Отец разглядел талант сына и устроил его учеником к скульптору Антону Штурму. Неясно, оставался ли он там до смерти Штурма в 1757 году, но 1760 год застал его в мастерской Иоганна Баптиста Штрауба в Мюнхене, где он с перерывами оставался до 1769 года. Он также посещал занятия в Академии изобразительных искусств в Вене и завершил своё обучение в Муниципальной академии в Аугсбурге.
В 1769 году он вернулся в Мюнхен и завершил свой первый заказ: статуи для аббатства Фюрстенфельд. В следующем году под эгидой курфюрста Максимилиана III была основана частная школа рисования. Вместе с другими основателями школы, Францем Игнацем Офеле и Францем Ксавьером Фейхтмайером, Боос вознамерился освободить художников Баварии от зависимости от иностранных школ и приглашаемых преподавателей искусства. Позднее он сам стал профессором Мюнхенской академии искусств.
В течение следующих пятнадцати лет он в основном работал для курфюрста, получив в 1774 году должность официального придворного скульптора с зарплатой в 300 флоринов. Его первым заданием была статуя Амфитриты, одна из нескольких, которые должны были быть размещены в садах дворца Нимфенбург, но из-за ухода других скульпторов он создал девять статуй; проект, который занимал его до 1785 года
В 1777 году Боос женился на дочери своего бывшего учителя Штрауба и переехал к его семье. С 1788 по 1798 год он создал двенадцать декоративных парковых ваз с рельефами на мифологические сюжеты, чтобы установить их между статуями в Нимфенбурге, и выполнил несколько заказов на церковные работы.
Церковные скульптуры не принесли ему успеха, и он начал испытывать финансовые затруднения. Чтобы свести концы с концами, он стал создавать надгробные памятники и брался за любые поручения. Несколько предложений по реставрации и улучшению скульптур, принадлежащих правительству, были отклонены. В конце концов, в 1802 году его стали приглашать для выполнения отдельных работ в общественных парках и правительственных зданиях, но доходы были слишком малы, и он закончил тем, что чистил и ремонтировал статуи, которые он создал во дворце Нимфенбург двадцать лет назад.
В 1806 году Бооса заменили на посту руководителя класса скульптуры в Академии. Когда в 1808 году была основана новая Королевская академия изящных искусств, его участия даже не искали. Его прежние заказчики скончались, а новые примечали других художников.
Роман Антон Боос скончался в 1810 году. Похоронен рядом с женой Терезой Амалией (умерла в 1816 году) на Старом южном кладбище в Мюнхене.

## Статуи в садах Нимфенбурга

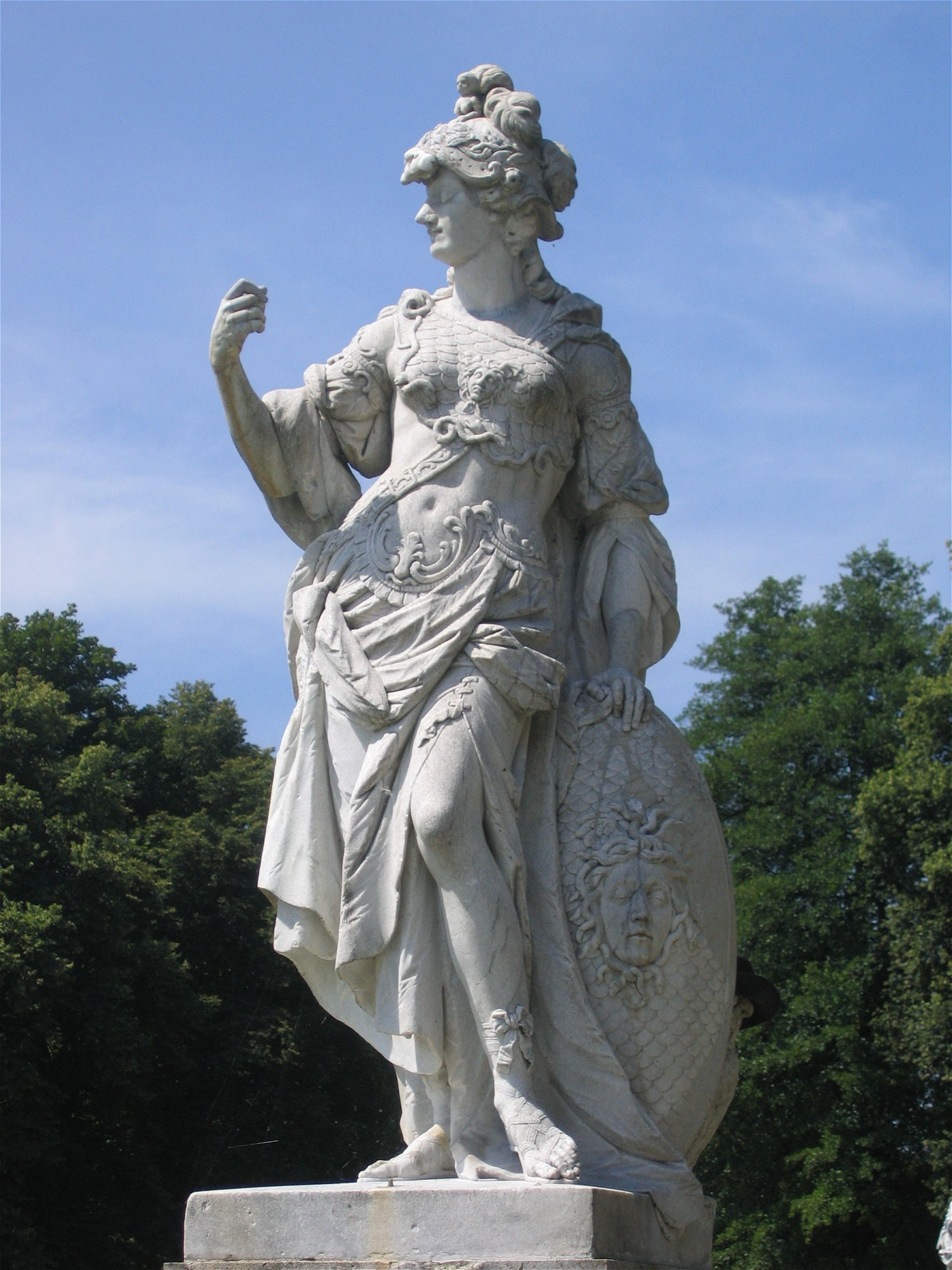
Афина
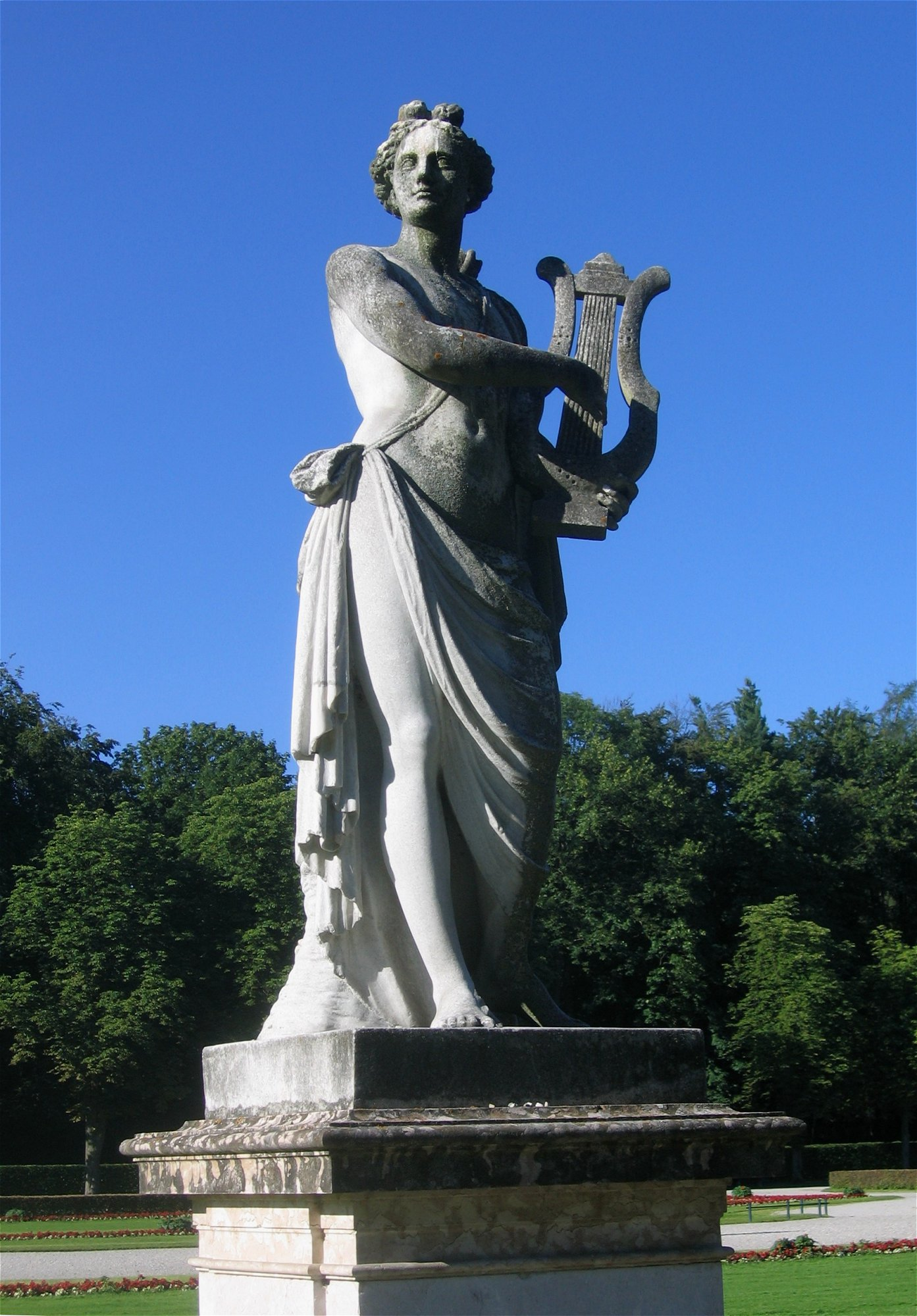
Аполлон
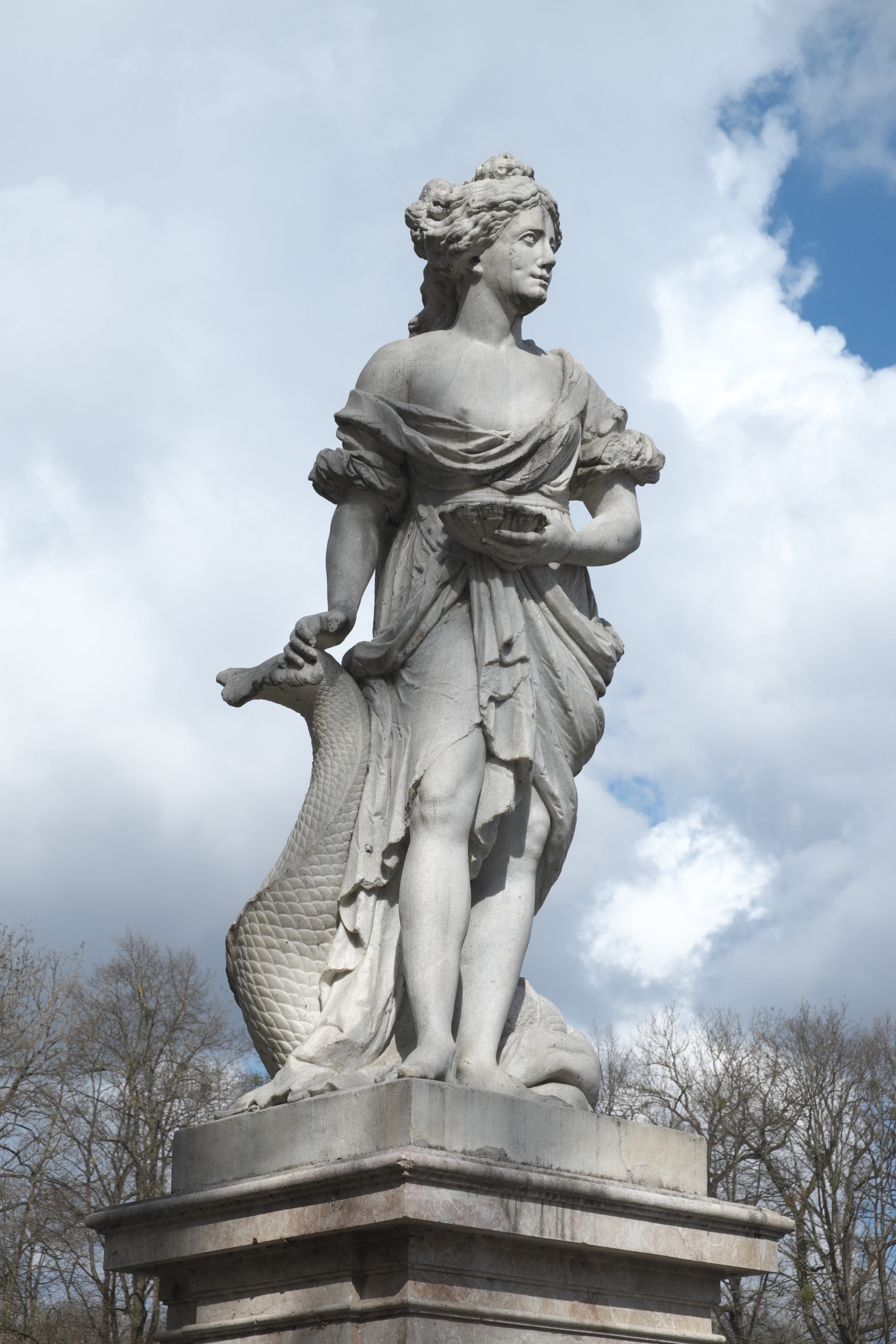
Амфитрита
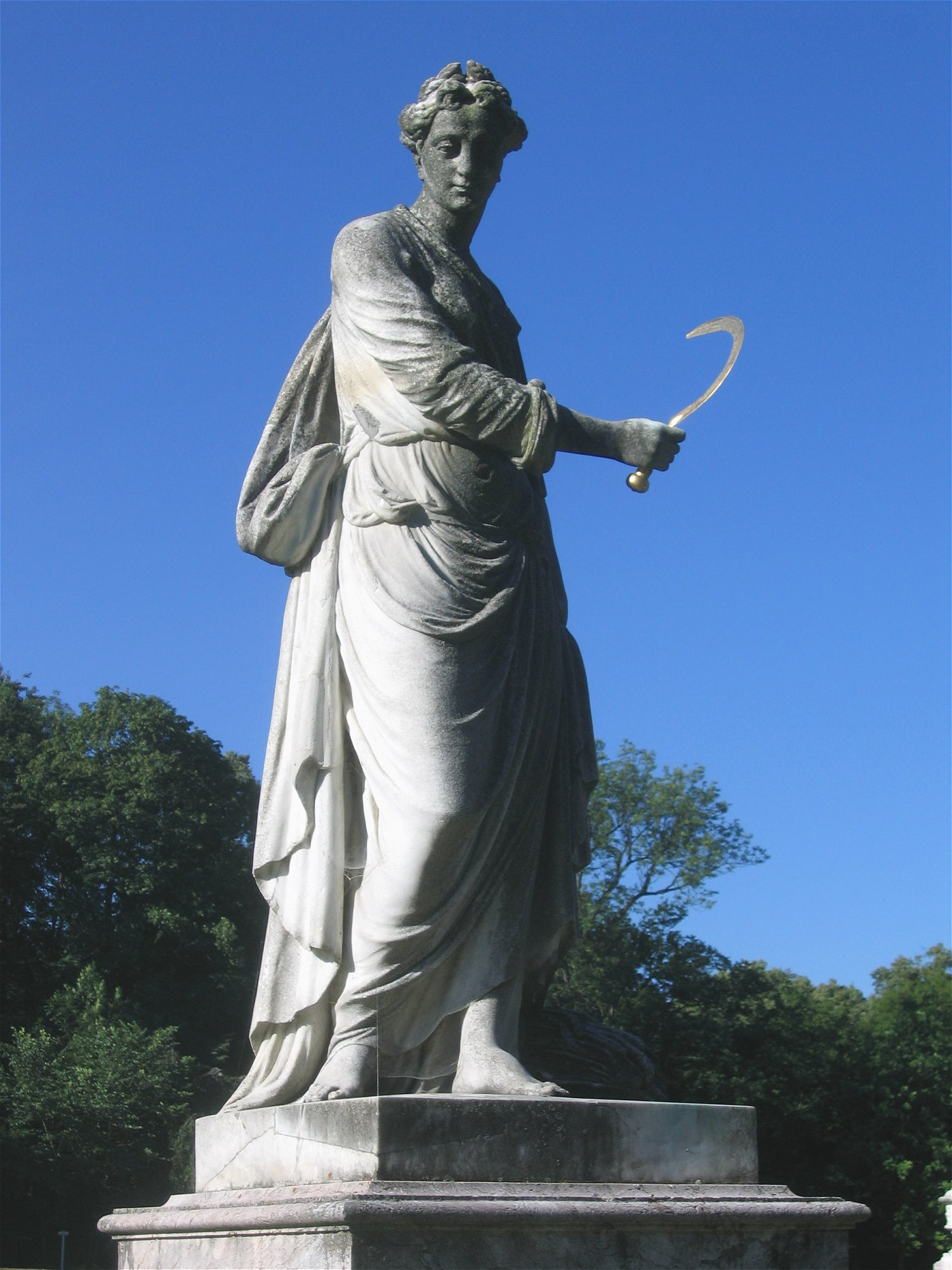
Церера
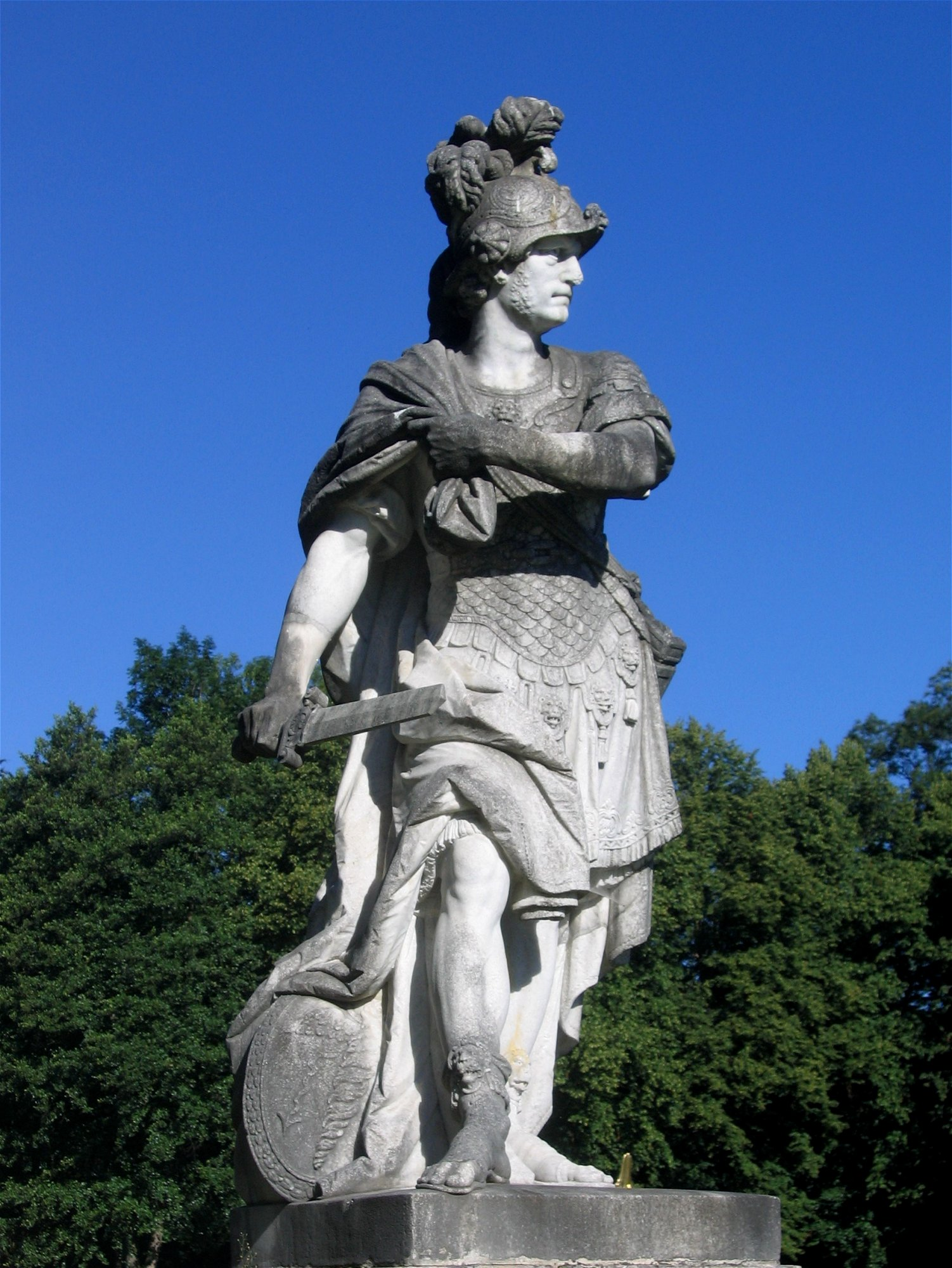
Марс
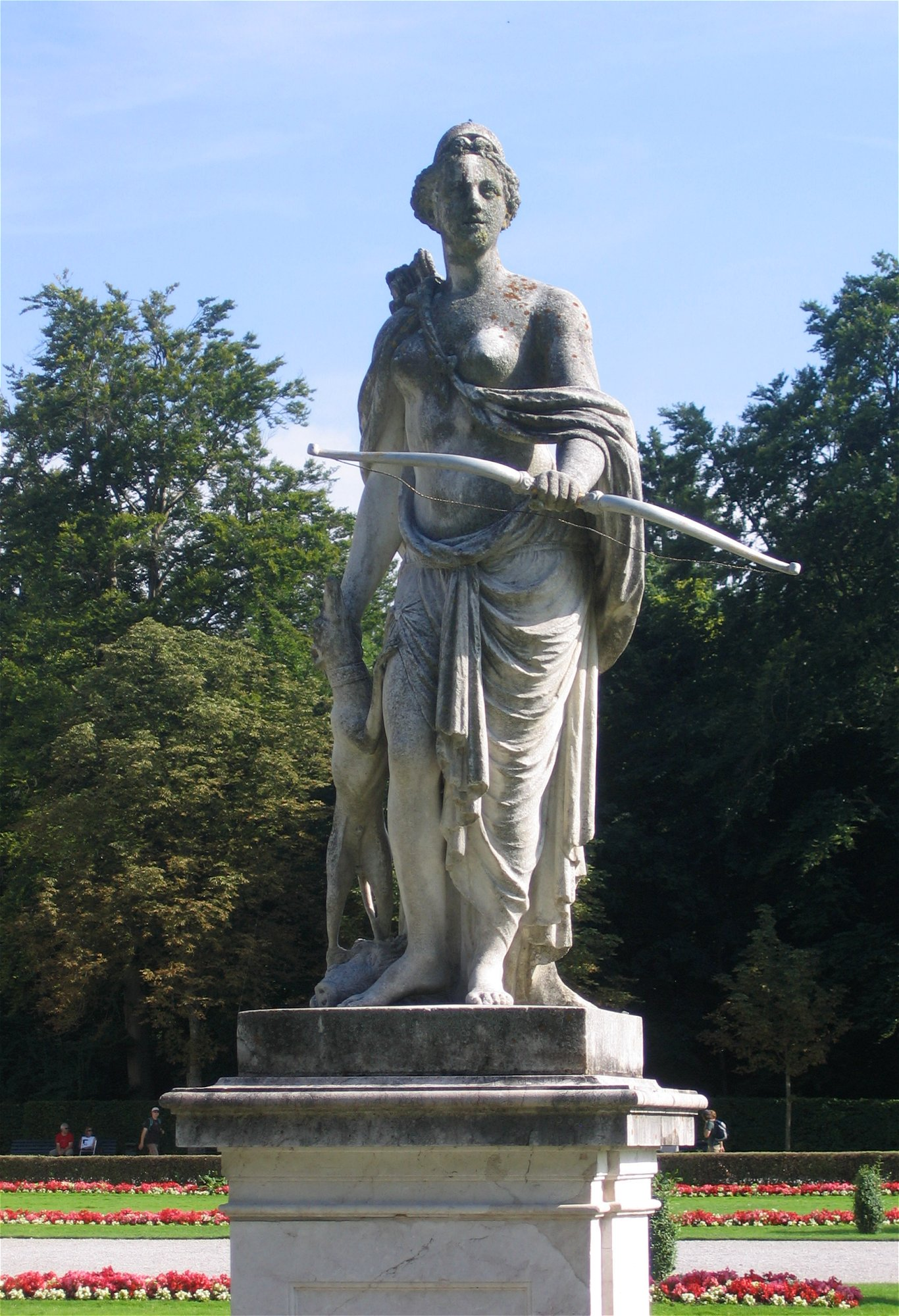
Диана
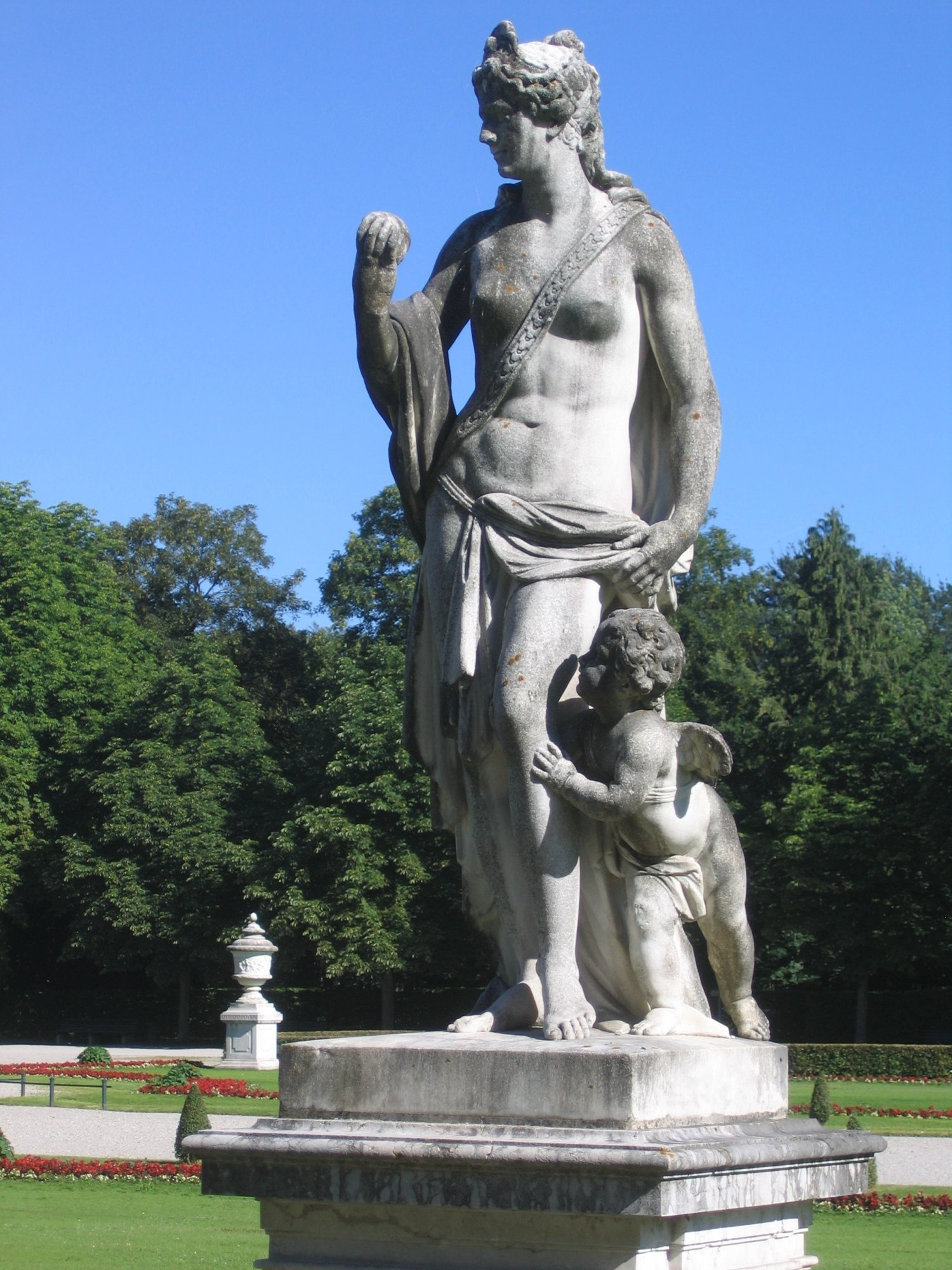
Венера
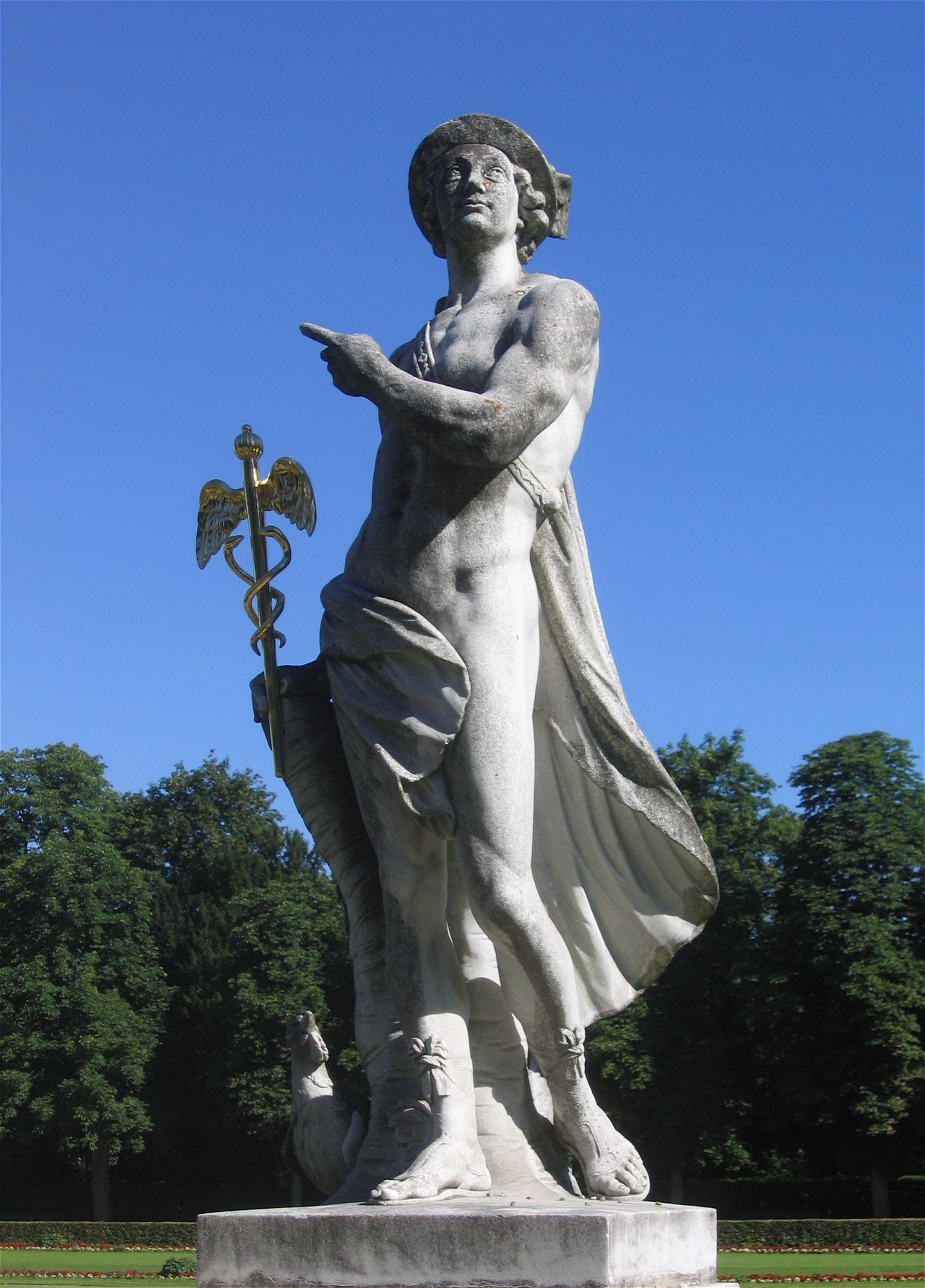
Меркурий
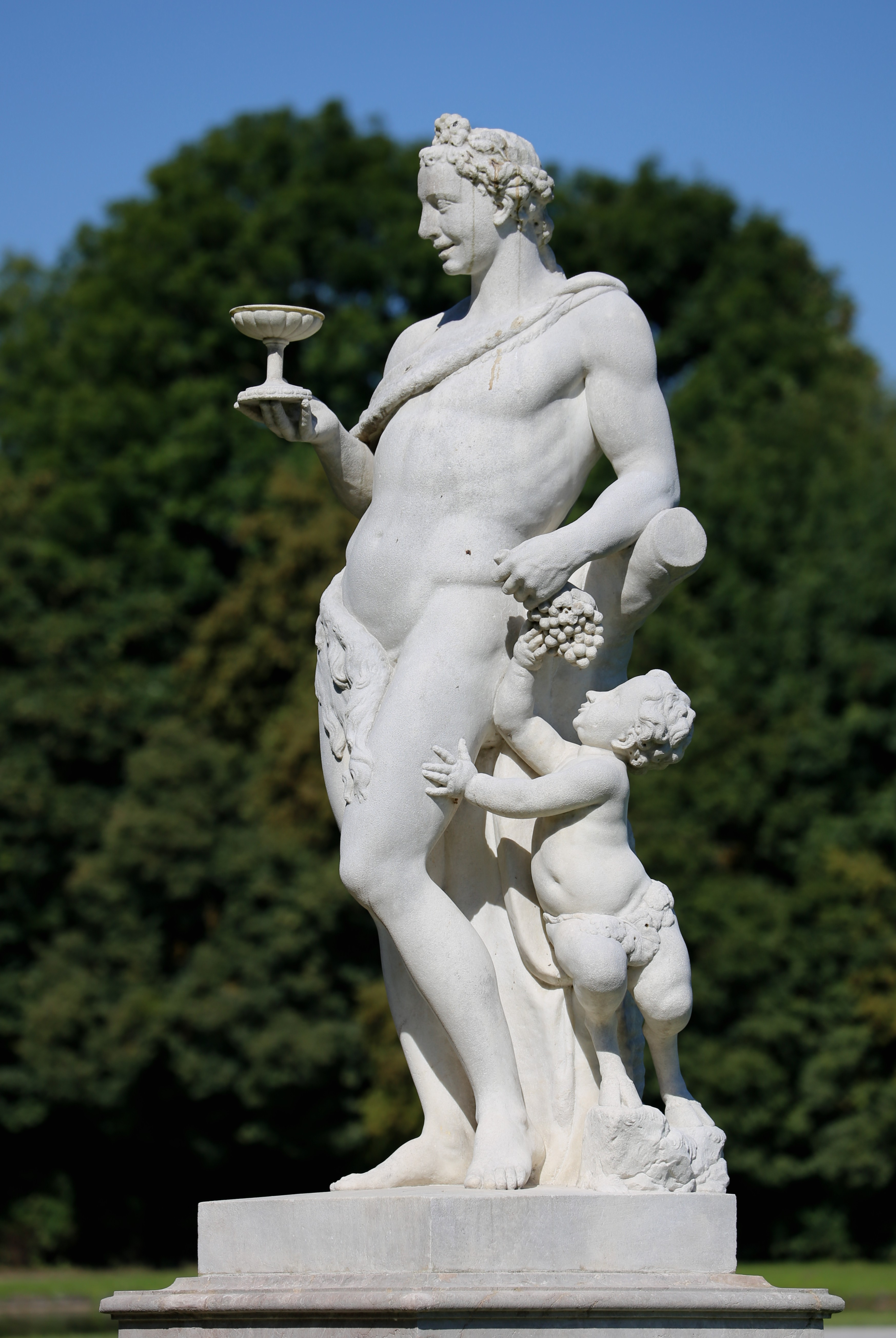
Бахус